# Paco Melo
Francisco Delgado Melo (Plasencia, 13 de novembro de 1943), conhecido como Paco Melo ou simplesmente Melo é um ex-futebolista espanhol que atuava como defesa.

Começou a sua carreira na Unión Polideportiva Plasencia, passou pelo Béjar Industrial, Real Valladolid antes de ingressar no Club Atlético de Madrid, onde se estreou na Primeira Divisão Espanhola a 13 de outubro de 1968 num jogo com o Real Zaragoza.
Com o Atlético de Madrid ganhou por três vezes o Campeonato Espanhol e por duas vezes a Copa do Rei da Espanha|Copa do Rei. Igualmente com esse clube participou na Liga dos Campeões da UEFA na época 1973-74 e na Taça Intercontinental da época seguinte.
Jogou por duas vezes na Seleção Espanhola, a primeira delas em 11 de fevereiro de 1970, num jogo ganho por 2:0 pelos espanhóis frente à Seleção Alemã-Ocidental.
Paco Melo retirou-se de jogador no final da temporada de 1976-77. Ao longo da sua carreira disputou 192 partidas na primeira divisão e marcou um golo.
Depois de se retirar foi treinador, primeiro do U.P. Plasencia, depois do Endesa de As Pontes, depois das equipas juvenis do Deportivo da Corunha, chegando a treinar a equipa B desse clube e segundo treinador da equipa principal. Posteriormente passou pelo Real Betis Balompié como segundo treinador.

## Títulos
- Taça Intercontinental: 1974, pelo Atlético de Madrid